# Karel Hudec (1889)
Karel Hudec (23. ledna 1889 Brno – 10. dubna 1945 Mauthausen) byl český učitel, legionář a podporovatel výsadku SILVER B popravený nacisty.

## Život
Narodil se do početné rodiny Martina Hudce (1860–1925) a jeho manželky Veroniky Hudcové (1862–1951), rozené Tesaříkové. Měl nejméně deset sourozenců. Jeho sestra Růžena byla spisovatelkou a manželkou novináře a politika Petera Jilemnického. 
Ve Zbýšově se 19. srpna 1913 oženil s Annou Šauerovou (1893–1964), dcerou místního kováře a  hostinského. Měli spolu pět dětí, včetně ornitologa Karla Hudce.
V roce 1915 byl odveden na východní frontu, kde brzy padl do zajetí. V lednu 1917 vstoupil v Bobrově do československých legií. Domů se vrátil v roce 1920 v hodnosti poručíka.
Po návratu z války se věnoval učitelské profesi. Od roku 1936 působil jako řídící učitel obecné školy v Jehnicích a poté v Medlánkách. V roce 1941 byl předčasně penzionován.
V souvislosti s pátráním po podpůrné síti výsadku Silver B byl zatčen 12. června 1944 gestapem. Až do dubna 1945 byl vězněn v brněnských Kounicových kolejích. Z Brna byl transportován do Mauthausenu, kde byl 10. dubna popraven v plynové komoře.
Od roku 1946 nese v brněnských Medlánkách jedna z ulic jeho jméno.